# Provinciale weg 917
De provinciale weg 917 (N917) is een provinciale weg in de provincie Friesland. De weg vormt een verbinding tussen de N381 ten westen van Ureterp en Haulerwijk, waar de weg aansluit op de N918 en N979.
De weg is over de gehele lengte uitgevoerd als tweestrooksweg. Het gedeelte tussen de N381 en Ureterp is uitgevoerd als gebiedsontsluitingsweg met buiten de bebouwde kom een maximumsnelheid van 60 km/h. Het overige deel tot Haulerwijk is uitgevoerd als erftoegangsweg met buiten de bebouwde kom een maximumsnelheid van 60 km/h. In de gemeente Opsterland heet de weg achtereenvolgens Opgong, Hegebrechsterlaan, Selmien East, Weibuorren, Boerestreek, Het Tolhek, Binnenwei, Klauwertswei, Foarwurker Wei, Tsjerkewal en Mandewyk. In de gemeente Ooststellingwerf heet de weg Bakkeveensterweg, Compagnonsweg en Hoofdweg Boven.

## Trivia
Tussen Siegerswoude en Haulerwijk is de weg de trekweg langs de Bakkeveenstervaart (Bakkefeanster Feart) en de Haulerwijkstervaart (Haulerwiekster Vaort).
N34 · N46 · N351 · N353 · N354 · N355 · N356 · N357 · N358 · N359 · N360 · N361 · N362 · N363 · N364 · N365 · N366 · N367 · N368 · N369 · N370 · N371 · N372 · N373 · N374 · N375 · N376 · N377 · N378 · N379 · N380 · N381 · N382 · N383 · N384 · N385 · N386 · N387 · N388 · N390 · N391 · N392 · N393 · N398

N851 · N852 · N853 · N854 · N855 · N856 · N857 · N858 · N860 · N861 · N862 · N863 · N865 · N910 · N913 · N917 · N918 · N919 · N924 · N927 · N928 · N962 · N963 · N964 · N966 · N967 · N969 · N972 · N973 · N974 · N975 · N976 · N977 · N978 · N979 · N980 · N981 · N982 · N983 · N984 · N985 · N986 · N987 · N988 · N989 · N990 · N991 · N992 · N993 · N994 · N995 · N996 · N997 · N998 · N999

Cursief vermelde wegen zijn voormalige provinciale wegen.